# Генкін (Зейферт) Олександр Борисович
Олександр Борисович Генкін (Зейферт) (нар. 1890, місто Сімферополь, Таврійська губернія, тепер АР Крим — розстріляний 26 лютого 1939, Москва) — радянський державний діяч, голова правління Вукоопспілки (ВУКС). Член ВУЦВК.

## Біографія
Народився у єврейській міщанській родині. Здобув середню освіту в Петроградському народному університеті, за фахом — журналіст.
Член РСДРП(меншовиків) з 1912 по 1918 рік. Член РКП(б) з 1919 року.
У 1919—1920 роках — журналіст, голова продовольчого комітету в частинах Червоної армії. Учасник Громадянської війни в Росії.
Після демобілізації, із січня 1920 року перебував на керівних радянських посадах в Олександрівську, Мелітополі, Бахмуті, Харкові. У 1922 році призначений членом Колегії Народного комісаріату продовольства Української СРР. У 1922—1924 роках — голова кооперативного «Союздонбасейну» Донецької губернії. Працював торговим представником Української СРР в Італії та Австрії.
У червні 1924 — січні 1925 року — народний комісар внутрішньої торгівлі Української СРР.
У січні 1925 — січні 1930 року — голова правління Вукоопспілки (Всеукраїнської спілки споживчих кооперативних організацій) Української СРР.
Потім — на відповідальній господарській роботі. До 1938 року — начальник будівництва фабрики імені Червоної Армії Народного комісаріату легкої промисловості СРСР у Москві.
16 серпня 1938 року заарештований органами НКВС. 26 лютого 1939 року засуджений до розстрілу, розстріляний і похований на Донському кладовищі Москви. Посмертно реабілітований 16 червня 1956 року.